# Frontera entre Arabia Saudita y Kuwait
La frontera entre Arabia Saudita y Kuwait es el límite en sentido este-oeste y de 222 kilómetros de longitud que separa el norte de Arabia Saudita del sur de Kuwait. Separa las dos mayores gobernaciones de Kuwait, Al Ahmadí y Al Yahra, de la provincia saudita de Ash Sharqiyah, donde está la ciudad casi fronteriza de Safaniya. Su trazado inicia al este, en la costa del golfo Pérsico (cerca de Al Khiran), y sigue un trayecto casi rectilíneo en el primer tercio de la frontera. La frontera, en su segundo tercio, tiene cierta sinuosidad en dirección sudeste a noroeste, donde también se inicia un segundo tramo, casi rectilíneo en dirección al oeste. Este tercio final termina en una triple frontera Arabia Saudita-Kuwait-Irak cerca de Al Salmi.

## Historia

Antigua zona neutral saudí-kuwaití.

Esta frontera fue definida inicialmente el final de la Primera Guerra Mundial en 1918 cuando Kuwait se convirtió en un protectorado británico. Se confirmó como la frontera entre dos países con la independencia de Kuwait en 1961. Irak se anexionó el país, convirtiéndolo en su provincia número 19 en 1990. Este hecho desencadenó la llamada Guerra del Golfo (1991), cuando los Estados Unidos lideraron una coalición de países para liberar Kuwait. Al final de esta guerra se restauró la soberanía de Kuwait.

## Pasos Fronterizos
Arabia Saudita/Kuwait
- Manfadh al Khafji/Al Nuwaiseeb